# Smithfield Street Bridge
Die Smithfield Street Bridge ist die älteste der zahlreichen Straßenbrücken über den Monongahela River in Pittsburgh, Pennsylvania, USA. Nach der Eads Bridge in St. Louis, Missouri ist sie eine der ältesten Stahlbrücken der USA und ihre erste Linsenträgerbrücke. Sie und die 1859 eröffnete Royal Albert Bridge in Plymouth, England, sind wohl die bedeutendsten der noch existierenden ursprünglichen Linsenträgerbrücken.

## Lage
Die Brücke liegt in der Verlängerung der Smithfield Street und verbindet das Stadtzentrum mit dem südlichen Flussufer unterhalb des Mt. Washington. Sie ist die vorletzte Brücke (vor der Fort Pitt Bridge) über den Monongahela River vor seiner Vereinigung mit dem Allegheny River zum Ohio River.

## Beschreibung
Die von Gustav Lindenthal in den Jahren 1881 bis 1883 gebaute Smithfield Street Bridge besteht aus zwei Hauptöffnungen, deren Brückendeck von je drei parallelen, darüber angeordneten linsenförmigen Pauliträgern getragen wird. Auf beiden Seiten stellen stählerne Rampenbrücken mit je zwei Öffnungen die Verbindung zum Ufer her. Nach Norden, in Richtung Stadtzentrum, steht zwischen dem Ufer und den ersten Gebäuden ein modernes Bauwerk aus Straßenunter- und -überführungen, mit dem der Penn Lincoln Parkway und eine Richtungsfahrbahn des Fort Pitt Boulevard überquert werden und das nicht mehr zur Smithfield Street Brücke gezählt wird. Im Süden wurden zwei Öffnungen der ursprünglichen Rampenbrücke durch eine Stahlbogenbrücke ersetzt, die heute zwei der früheren vier Eisenbahngleise überquert.
Die Brücke ist einschließlich der Brücke über die Gleise insgesamt 361 m (1184 ft) lang. Die beiden Hauptöffnungen unter den Linsenträgern haben Spannweiten von je 110 m (360 ft).
Über die östliche Brückenhälfte führt eine Fahrspur in die Innenstadt, auf der anderen Hälfte gibt es zwei Fahrspuren Richtung Süden. Die Brücke bekam bei der letzten großen Überholung wieder die ursprünglichen Farben Blau für die Linsenträger, Gelb für die Portale und Braun für den Fahrbahnträger.

## Geschichte

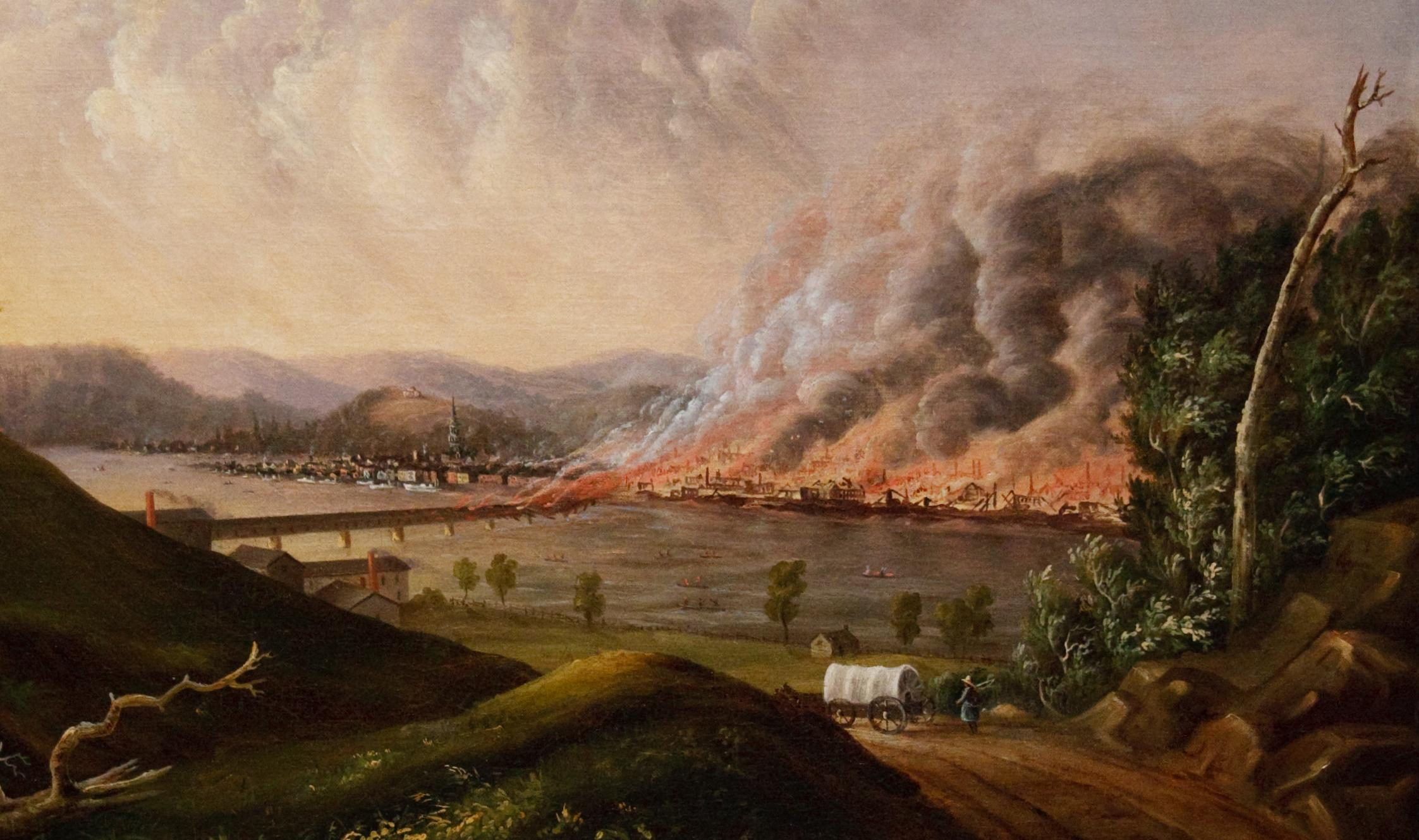
Ausschnitt aus View of the Great Fire of Pittsburgh mit der Monongahela Bridge (Gemälde von William Coventry Wall)

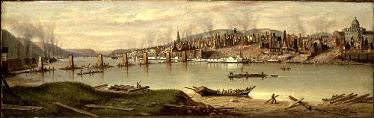
Pittsburgh nach dem Großen Brand, Gemälde von William Coventry Wall

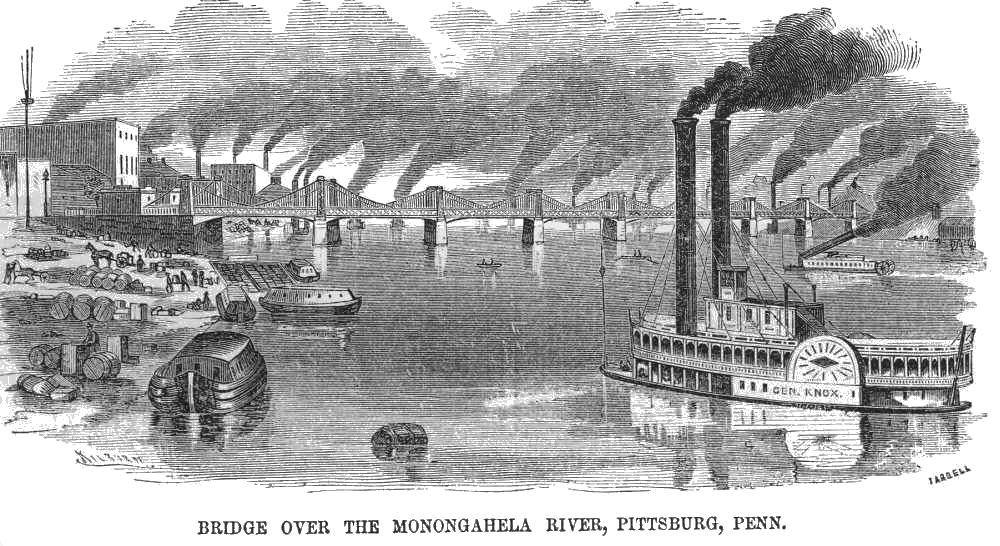
Roeblings Hängebrücke über den Monongahela River

### Gedeckte Brücke (1818–1845)
Am Ort der späteren Smithfield Street Bridge entstand 1818 Pittsburghs erste Flussbrücke, die Monongahela Bridge, die die bis dahin benutzten Fähren ablöste. Der damals renommierte Brückenbauingenieur Lewis Wernwag (1769–1843) ließ im Lauf des einen Jahres eine gedeckte Holzbrücke über den noch nicht durch Ufermauern kanalisierten Fluss bauen. Der Abstand zwischen den Widerlagern auf den Böschungen war mit 457 m (1500 ft) deshalb länger als bei der heutigen Brücke. 7 gemauerte Strompfeiler in Achsabständen von je 57,3 m (188 ft) stützten die acht in der Burr-Truss-Bauweise ausgeführten Bauabschnitte. Die Brücke hatte zwei Fahrspuren für schwere Fuhrwerke. Ihr nördliches Ende bestand aus einem gemauerten Portalgebäude mit zwei Durchfahrten, über denen sich die Wohnung des Mauteinnehmers befand.
1832 rammte ein außer Kontrolle geratenes Schiff einen Pfeiler und brachte dadurch zwei Brückenfelder zum Einsturz. Nach umfangreichen Reparaturarbeiten leistete sie weiter gute Dienste, bis sie am 10. April 1845 im Großen Brand von Pittsburgh zerstört wurde. Nur die Pfeiler im Fluss blieben stehen.

### Hängebrücke (1846–1883)
John A. Roebling arbeitete zu der Zeit an der Fertigstellung seiner ersten Hängebrücke, der als Allegheny-Aquädukt bekannt gewordenen Kanalbrücke über den Allegheny River. Er wurde sofort nach dem Großen Brand beauftragt, auf den noch vorhandenen gemauerten Pfeilern eine neue Brücke zu bauen – seine erste Hängebrücke für den Straßenverkehr. Die Arbeiten begannen im Juni 1845 mit umfangreichen Reparaturen an den Pfeilern und Widerlagern. Auf diese wurden je zwei Steinblöcke aufgemauert, die als Fundamente für die gusseisernen Pylone dienten. Die Tragseile waren auf den Spitzen der Pylone an beweglichen Pendelträgern befestigt, damit die sich über die Brücke bewegenden Lasten der Fuhrwerke keine seitlichen, sondern nur senkrechte Lasten auf die Pylone ausübten. Die Fahrbahnträger aus hölzernen Fachwerkkonstruktionen wurden somit auf beiden Seiten von insgesamt 18 Tragseilen getragen. Für die Herstellung der Tragkabel verwendete er in seiner Fabrik hergestellte Drähte, die mit dem von ihm weiterentwickelten Luftspinnverfahren zu Paralleldrahtseilen zusammengepresst wurden. Roebling verband schon damals die Tragseile mit einer Kombination aus Hängern und Schrägseilen, um eine möglichst hohe Steifigkeit der Fahrbahnträger zu erreichen. Ebenso wie die alte Brücke war auch die neue Hängebrücke 457 m (1500 ft) lang und hatte 8 Brückenfelder mit jeweils 57,3 m Spannweite. Ihre Fahrbahn war 6,10 m (20 ft) breit. Außerhalb der Tragseile gab es zwei 1,5 m (5 ft) breite Gehwege; die Brücke war insgesamt 9,75 m (32 ft) breit.
Die Brücke wurde im Februar 1846 fertiggestellt. Sie diente 35 Jahre lang vor allem den schweren vier- und sechsspännigen, später auch achtspännigen Fuhrwerken, die Kohle in die Stadt brachten und schwere Eisenteile und Maschinen beförderten. Als der Verkehr zunahm und die Lasten größer wurden, zeigte sie schließlich doch erhebliche Verwindungen. 1871 gab es erste Vorschläge zum Bau einer neuen Brücke, aber es dauerte noch zehn Jahre bis zur Auftragserteilung.

### Linsenträgerbrücke (1883)
1881 wurde Gustav Lindenthal mit dem Entwurf einer neuen Smithfield Street Bridge beauftragt, die 1883 fertiggestellt wurde. Die beiden Fahrbahnen wurden gleichermaßen von der Straßenbahn und den Fuhrwerken benutzt; die Gehwege waren außen an der Brücke angebracht. Die Brücke war insgesamt 14,6 m (48 ft) breit, ließ aber die Möglichkeit offen, sie später auf 19,5 m (64 ft) zu erweitern. Sie wurde deshalb auf Mauerwerkspfeilern gebaut, die auf der Oberwasserseite über die Brücke hinausragten. Der Gehweg auf dieser Seite konnte für die Erweiterung abmontiert werden.

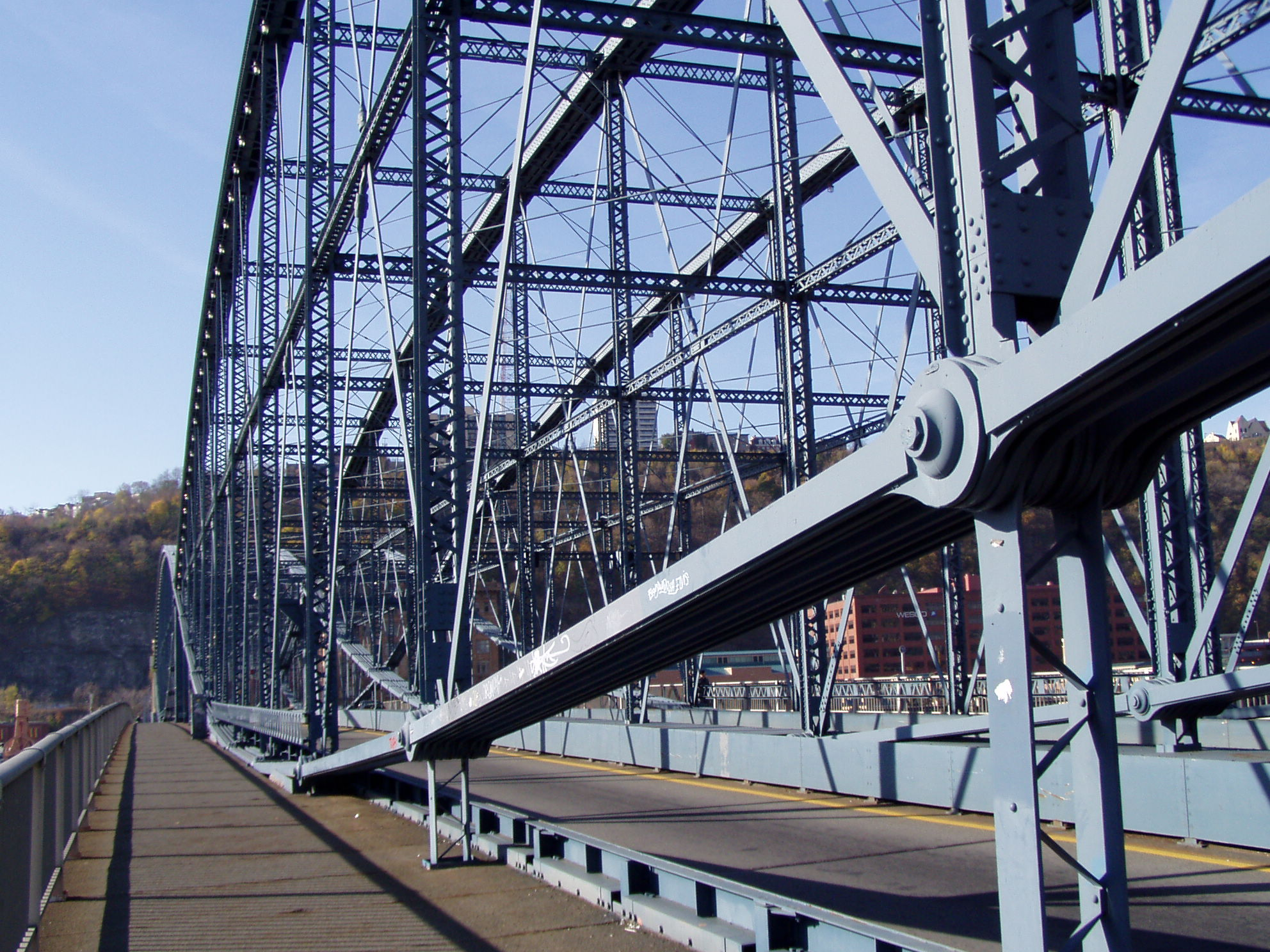
Teilansicht der Pauliträger

Die Hauptöffnungen wurden mit je zwei 110 m langen Pauliträgern überbrückt, die die 7 m breite zweispurige Fahrbahn einrahmten. Die beiden 3 m breiten Gehwege befanden sich außerhalb der Träger. Die Pauliträger wurden weitgehend aus Stahl gebaut, was eine deutliche Einsparung gegenüber dem bis dahin verwendeten Schmiedeeisen brachte. Ihr Obergurt besteht aus genieteten Doppel-T-Trägern, der Untergurt aus mehreren parallelen Augenstäben. Filigrane Träger mit Fachwerkgittern bilden die vertikalen und horizontalen Streben, die diagonalen Abspannungen der jeweils 13 Fächer bestehen wiederum aus sehr langen und justierbaren Augenstäben. Die Pauliträger lagern auf Stahlstützen, die auf den Pfeilern stehen. Der Zeit entsprechend wurden die Stahlstützen im Inneren von gusseisernen Portalen verborgen. Die beiden äußeren Portale hatten außerdem einen allein der Zierde dienenden Aufsatz.
Die beiden Widerlager standen im Bereich der Böschungen wesentlich näher zur Flussmitte als die der Vorgängerbrücken. Sie waren durch Eisenträgerbrücken mit den Hauptöffnungen verbunden. Die Smithfield-Street-Brücke hatte damals Spannen (von Nord nach Süd) von  12 + 25 + 26 + 110 + 110 + 27 + 26 + 19 + 17 m; insgesamt war das Bauwerk somit 372 m lang.
Die Brücke wurde über der alten Brücke gebaut, während auf dieser der Verkehr weiter lief. Die Brückengesellschaft hatte ursprünglich beabsichtigt, die neue Brücke 15 ft höher als die alte bauen zu lassen, während die Vertreter der Schifffahrt eine Erhöhung um 20 ft auf eine lichte Höhe über dem Niedrigwasser von mindestens 57 ft (17,4 m) forderten. Dies führte schließlich zu gerichtlichen Auseinandersetzungen und einem 10-monatigen Baustopp. Um noch längere Unterbrechungen zu vermeiden, stimmte die Brückengesellschaft schließlich der Erhöhung um 20 ft zu.
In den Jahren 1890 bis 1891 wurde die Brücke von Lindenthal, wie von Anfang an vorgesehen, um eine Fahrbahn erweitert. Die Brücke erhielt dafür eine dritte Reihe von Pauliträgern und zusätzliche Felder neben den existierenden Eisenträgerbrücken. Die beiden gusseisernen Portale wurden ebenfalls verdoppelt. Die Straßenbahngleise wurden in die Mitte der Brücke zu beiden Seiten der mittleren Träger verlegt.
1896 erwarb die Stadtverwaltung die Brücke, die danach mautfrei benutzt werden konnte.
1911 versetzte man die neuen Träger um etwa 1,5 m nach außen und verlegte beide Straßenbahngleise auf diesen Teil der Brücke, so dass der allgemeine Verkehr auf der alten Seite nun getrennt von den Straßenbahnen lief. In den folgenden Jahren wurden die aufwendigen Portale durch die gegenwärtigen, wesentlich einfacheren Portale aus Stahlguss ersetzt.
1933 bis 1934 wurden die Fahrbahnträger überholt und mit einem Brückendeck aus Aluminium versehen, was das Gewicht der Brücke um 675 Tonnen reduzierte. Diese Maßnahme war zu der Zeit das größte Aluminium-Projekt im Brückenbau.
1966 bis 1967 gab es wiederum umfangreiche Erneuerungsarbeiten am Brückendeck, die das Gewicht um weitere 97 Tonnen reduzierten. 1985 wurde der Betrieb der Straßenbahn eingestellt, deren Gleise 1994 im Rahmen einer größeren Überholung entfernt wurden. Dabei erhielt die Brücke auch wieder die Farben der ursprünglichen Brücke.

## Auszeichnungen
Die Smithfield Street Bridge wurde unter anderem im Historic American Engineering Record (HAER) dokumentiert, 1975 von der American Society of Civil Engineers als National Historic Civil Engineering Landmarks in die Liste der geschichtlichen Meilensteine der Ingenieurbaukunst aufgenommen und im Mai 1980 zum National Historic Landmark erklärt.